# A Double Shot at Love
A Double Shot at Love ist eine US-amerikanische Reality-Dating-Show mit Rikki und Vikki Ikki. Ausgestrahlt wurde sie von MTV.

## Konzept
Das Konzept von A Double Shot at Love basiert auf der Vorgängerserie A Shot at Love with Tila Tequila mit dem US-amerikanischen Model Tila Tequila: Die offen bisexuellen Zwillingsschwestern Rikki Ikki und Vikki Ikki wollen aus einer Gruppe von 24 Teilnehmern (zwölf lesbische Frauen sowie zwölf heterosexuelle Männer) jeweils einen Lebenspartner finden. Die Kandidaten leben zusammen in einem Haus, zu dem sie jeweils einen symbolischen Schlüssel besitzen. In den einzelnen Episoden finden unter den Teilnehmern Wettbewerbe (sogenannte Challenges) und Verabredungen (Dates) mit Ikki-Zwillingen statt, teilweise als Doppel-Date, teilweise mit einer der beiden individuell. In jeder Folge wird sodann mindestens ein Teilnehmer von diesen abgewählt und muss den Schlüssel zum Haus abgegeben.

## Teilnehmer

### Teilnehmerliste und Abwahl
| #  | Teilnehmer     | Episode   | Episode   | Episode   | Episode   | Episode   | Episode   | Episode | Episode |
| #  | Teilnehmer     | 1         | 2         | 3         | 4         | 5         | 6         | 7       | 8       |
| -- | -------------- | --------- | --------- | --------- | --------- | --------- | --------- | ------- | ------- |
| 1  | Angela         | Elise     | Rebekah   | Trevor    | Josh      | Scott     | Rebekah   | Rebekah | Trevor  |
| 2  | Bella          | Jen       | Trevor    | Xoe       | Trevor    | Trevor    | Trevor    | Trevor  | Rebekah |
| 3  | Ben            | Kali      | Nicky     | Scott     | Xoe       | Rebekah   | Scott     | Scott   |         |
| 4  | Claudia        | Kandi     | Elise     | Rosemarie | Rebekah   | Rosemarie | Rosemarie |         |         |
| 5  | Corey ("Coop") | Nicky     | Paul      | Kali      | Scott     | Xoe       |           |         |         |
| 6  | Dana           | Rebekah   | Kali      | Josh      | Rosemarie | Josh      |           |         |         |
| 7  | David          | Rosemarie | Matt      | Nick      | Kali      |           |           |         |         |
| 8  | Elise          | Xoe       | Jen       | Rebekah   | Nick      |           |           |         |         |
| 9  | Fazio          | Ben       | Scott     | Elise     |           |           |           |         |         |
| 10 | Freddy         | Coop      | Josh      | Jen       |           |           |           |         |         |
| 11 | James          | James     | Xoe       | Matt      |           |           |           |         |         |
| 12 | Jen            | Josh      | Rosemarie | Nicky     |           |           |           |         |         |
| 13 | Josh           | Matt      | Nick      | Paul      |           |           |           |         |         |
| 14 | Kali           | Nick      | Kandi     |           |           |           |           |         |         |
| 15 | Kandice        | Paul      | James     |           |           |           |           |         |         |
| 16 | Matt           | Scott     | Coop      |           |           |           |           |         |         |
| 17 | Nick           | Trevor    | Ben       |           |           |           |           |         |         |
| 18 | Nicky          | David     |           |           |           |           |           |         |         |
| 19 | Paul           | Freddy    |           |           |           |           |           |         |         |
| 20 | Rebekah        | Fazio     |           |           |           |           |           |         |         |
| 21 | Rosemarie      | Angela    |           |           |           |           |           |         |         |
| 22 | Scott          | Bella     |           |           |           |           |           |         |         |
| 23 | Trevor         | Claudia   |           |           |           |           |           |         |         |
| 24 | Xoe            | Dana      |           |           |           |           |           |         |         |

- Hellblau: Trevor Lord wurde sowohl von Rikki als auch von Vikki Ikki als Partner gewählt.
- Pink: Teilnehmerin ist eine Frau.
- Dunkelblau: Teilnehmer ist ein Mann.
- dunkles Orange: Teilnehmer wurde abgewählt.
- Gelb: Teilnehmer hat eine Challenge gewonnen und wurde auf ein Doppel-Date eingeladen.
- Grün: Teilnehmer hat eine Challenge gewonnen und wurde auf ein individuelles Date eingeladen.
- Violett: Teilnehmerin hat zwei Challenges gewonnen und wurde auf ein Doppel-Date und auf ein individuelles Date eingeladen.
- helles Orange: Teilnehmer hat eine Challenge gewonnen, wurde dann aber abgewählt.
- Rot: Teilnehmer wurde außerplanmäßig abgewählt.

### Gewinner
Gewinner von A Double Shot at Love war Trevor Lord, der im Finale von beiden Ikki-Schwestern gewählt wurde. Er entschied sich sodann eine Beziehung mit Vikki Ikki einzugehen. Am 4. August 2010 gab diese allerdings die Trennung des Paares bekannt.

## Episodenliste
| # | Titel                                              | Erstausstrahlung (USA) |
| - | -------------------------------------------------- | ---------------------- |
| 1 | This Time, Let's Make it a Double!                 | 9. Dezember 2008       |
| 2 | Kiss and (Don't) Tell                              | 16. Dezember 2008      |
| 3 | Sticky and Sweet                                   | 23. Dezember 2008      |
| 4 | Lickety Split                                      | 30. Dezember 2008      |
| 5 | The Truth Will Set You Free                        | 6. Januar 2009         |
| 6 | Family Matters                                     | 13. Januar 2009        |
| 7 | A Pair Beats Three of a Kind                       | 27. Januar 2009        |
| 8 | Who Will They Choose?                              | 3. Februar 2009        |
| x | Special: Happy Hour: A Double Shot at Love Reunion | 3. Februar 2009        |
| x | Special: A Double Shot at Love: One Shot Too Many  | 3. Februar 2009        |